# مردم جوان (اندونزی)
مردم جوان (انگلیسی: People's Youth) شاخه جوانان حزب کمونیست اندونزی بود. این سازمان با عنوان جوانان سوسیالیست اندونزی (پمودا سوسیالیست‌های اندونزی یا پسیندو) تشکیل شد. این سازمان در ابتدا به ابتکار وزیر دفاع وقت امیر شریف‌الدین به عنوان شاخه جوانان حزب سوسیالیست اندونزی تأسیس شد.